# Golf als Jocs Olímpics d'estiu de 2020
El golf és un dels esports que es disputaran als Jocs Olímpics d'Estiu de 2020, realitzats a la ciutat de Tòquio, Japó. Es disputaran dues proves de golf, una en categoria masculina i una altra en categoria femenina. Les proves es realitzaran entre els dies 29 de juliol i 1 d'agost en categoria masculina i entre el 4 i el 7 d'agost en categoria femenina.
El golf va tornar als Jocs Olímpics el 2016, després que es disputés per darrera vegada el 1904. El sistema de qualificació i el format de les proves del 2020 és el mateix que l'emprat el 2016. 60 jugadors es van classificar per a cada prova, que consisteix en un torneig individual jugat durant quatre dies. A causa de la pandèmia COVID-19 la competició es jugarà a porta tancada.
La competició es disputarà al Club de Golf de Kasumigaseki.

## Calendari
| R1 | Ronda 1 | R2 | Ronda 2 | R3 | Ronda 3 | FR | Ronda Final |

| Prova↓/Data →       | Jul 29 | Jul 30 | Jul 31 | Ago 1 | Ago 2 | Ago 3 | Ago 4 | Ago 5 | Ago 6 | Ago 7 |
| ------------------- | ------ | ------ | ------ | ----- | ----- | ----- | ----- | ----- | ----- | ----- |
| Categoria masculina | R1     | R2     | R3     | FR    |       |       |       |       |       |       |
| Categoria femenina  |        |        |        |       |       |       | R1    | R2    | R3    | FR    |

## Participants
- Alemanya (4)
- Argentina (1)
- Austràlia (4)
- Àustria (3)
- Bèlgica (3)
- Canadà (4)
- Colòmbia (2)
- Corea del Sud (6)
- Dinamarca (4)
- Equador (1)
- Eslovàquia (1)
- Eslovènia (1)
- Espanya (4)
- Estats Units (8)
- Filipines (3)
- Finlàndia (4)
- França (4)
- Hong Kong (1)
- Índia (4)
- Irlanda (4)
- Itàlia (4)
- Japó (4)
- Malàisia (2)
- Marroc (1)
- Mèxic (4)
- Nova Zelanda (2)
- Noruega (3)
- Països Baixos (1)
- Paraguai (1)
- Polònia (1)
- Puerto Rico (2)
- Regne Unit (4)
- R.P. de la Xina (4)
- Sud-àfrica (2)
- Suècia (4)
- Suïssa (2)
- Tailàndia (4)
- Txèquia (2)
- Veneçuela (1)
- Xile (2)
- Xina Taipei (3)
- Zimbàbue (1)}

## Resum de medalles
| Prova                        | Or                      | Plata                | Bronze                |
| Individual masculina detalls | Xander Schauffele (USA) | Rory Sabbatini (SVK) | Pan Cheng-tsung (TPE) |
| Individual femenina detalls  | Nelly Korda (USA)       | Mone Inami (JPN)     | Lydia Ko (NZL)        |

## Medaller
| Posició | País         | Or | Plata | Bronze | Total |
| 1       | Estats Units | 2  | 0     | 0      | 2     |
| 2       | Japó         | 0  | 1     | 0      | 1     |
| 2       | Eslovàquia   | 0  | 1     | 0      | 1     |
| 4       | Xina Taipei  | 0  | 0     | 1      | 1     |
| 4       | Nova Zelanda | 0  | 0     | 1      | 1     |
| Total   | Total        | 2  | 2     | 2      | 6     |